# Петър Петров (актьор, р. 1939)
Вижте пояснителната страница за други личности с името Петър Петров.
Петър Василев Петров е български актьор, сценарист, преподавател, професор в НАТФИЗ „Кръстьо Сарафов“ и писател.

## Биография
Роден е на 20 септември 1939 г. в София. Учи във ВИТИЗ „Кръстьо Сарафов“ в класовете на професорите Кръстьо Мирски и Анастас Михайлов.
След дипломирането си играе четири години на сцената на Бургаския драматичен театър. През 1964 г. печели първата награда в първото издание на Националния фестивал на художественото слово с поема на Недялко Йорданов. Оттогава рециталите са неотменима част от сценичния му живот.
Първите му роли в Младежкия театър са в постановки на Вили Цанков, Георги Черкелов и Лиляна Тодорова. За децата на 70-те и 80-те години Петър Петров е Пиеро от „Златното ключе“ (1964), котаракът от „Когато куклите не спят“ (1968), разказвачът от „Снежната кралица“ (1971), кучето от „Веселите музиканти“ (1972) или Арамис от „Тримата мускетари“ (1973).
По-възрастните го помнят като Леонидик в „Мой бедни Марат“ на Алексей Арбузов (1966), Дробязгин във „Варвари“ на Максим Горки (1970), Ванг в „Човекът си е човек“ на Бертолд Брехт (1975), Скок в „Двамата веронци“ на Уилям Шекспир (1978), Гремио в „Укротяване на опърничавата“ на Шекспир (1980), Панталоне в „Любовта към трите портокала“ на Рада Москова (1982), Дон Армадо в „Напразни усилия на любовта“ на Шекспир (1985), кардиналът в „Крал Джон“ на Фридрих Дюренмат (1988), Жевакин в „Женитба“ на Николай Гогол (1989), Чебутикин в „Три сестри“ на Антон Чехов (1993).
От 1981 г. Петър Петров преподава сценична реч в НАТФИЗ „Кръстьо Сарафов“. След дългогодишна работа със студентите си защитава докторат (1997), а по-късно и професура (1999).
От 2001 година преподава в Театралния колеж „Любен Гройс“. Там изиграва и последната си роля – в дипломния спектакъл „Карнавал в замъка“ по Жан Ануи, в постановка на Надежда Сейкова (2011). Изиграва над 100 роли в театрите в Бургас и Народния театър за младежта. През 1999 г. става професор и преподава в НАТФИЗ.
Играе в продължение на 35 години в Народния театър за младежта и в навечерието на 60-годишнината си се оттегля доброволно.
Паралелно, по съвместителство, вече професор и доктор на науките, е преподавал в НАТФИЗ. Театралните му роли са над 100, в игрални и телевизионни филми – над 15, има многобройни участия в БНТ и БНР.
Автор е на 35 телевизионни сценарии – рубриките „Неповторимото“, поредицата „Приказки на щурчето“ и др.
В последните 20 години на живота си Петър Петров помага на телевизионните журналисти в България да подобрят дикцията си.
В едно от последните си интервюта актьорът пожелава на публиката: „Първото ми послание е да не се отказват от изминалия си живот или ако има черни петна в него, да обяснят причините за тяхната поява в живота. Второ, да избягват да се оплакват, да натоварват ближните си със своите проблеми. Трето, да се опитат да поддържат чувството си за хумор и особено – автохумор. Да се постараят по някакъв начин да оползотворят свободното си време, ако го имат. Няма срамна професия и няма срамен труд въобще. Важното е да запазят самочувствието си на личности. Когато ми е много уморена главата, аз започвам да готвя... С възрастта човек не става затворник на своите спомени, ако ги съхранява и поддържа в тяхната красота.“
Почива на 12 август 2012 г. в София.

## Семейство
- Съпруга на Петър Петров е Михаила Стайнова – историчка и поетеса, дъщеря на юриста и политик акад. Петко Стайнов и писателката Анна Каменова.[4]

## Театрални роли
- „Златното Ключе“ (1964) – Пиеро
- „Когато куклите не спят“ (1968) – котаракът
- „Снежната кралица“ (1971) – разказвачът
- „Веселите музиканти“ (1972) – кучето
- „Тримата мускетари“ (1973) – Арамис
- „Мой бедни Марат“ (Алексей Арбузов) (1966) – Леонидик
- „Варвари“ (Максим Горки) (1970) – Дробязгин
- „Човекът си е човек“ (Бертолд Брехт) (1975) – Ванг
- „Двамата веронци“ (Уилям Шекспир) (1978) – Скок
- „Укротяване на опърничавата“ (Уилям Шекспир) (1980) – Гремио
- „Любовта към трите портокала“ (Рада Москова) (1982) – Панталоне
- „Напразни усилия на любовта“ (Уилям Шекспир) (1985) – Дон Армадо
- „Крал Джон“ (Фридрих Дюренмат) (1988) – кардиналът
- „Женитба“ (Николай Гогол) (1989) – Жевакин
- „Три сестри“ (Антон Чехов) (1993) – Чебутикин

## Телевизионен театър
- „Притча за философа“ (1985) (Кирил Топалов)
- „Последният танц“ (1982) (Лозан Стрелков)
- „Съвършеният крадец“ (1980)
- „Хайдушки копнения“ (1980) (Пейо Яворов)
- „Дона Росита“ (1979) (Федерико Гарсия Лорка) – кандидат ерген
- „Чуждата жена и мъжът под кревата“ (сц. Асен Траянов по едноименния разказ на Фьодор Достоевски, реж. Мирослав Стоянов)
- „Нос“ (1975) (Николай Гогол) – разказвачът / докторът / кочияшът
- „Училище за сплетни“ (1974) (Ричард Шеридан)
- „Неродена мома“ (1971) (Иванка Милева-Даковска)
- „Диалози“ (1970) (Кръстю Пишурка)
- „Белият лъч“ (1970) (Олга Кръстева)
- „Адвокатът Пиер Патлен“ (1968) (реж. Павел Павлов)

## Филмография
| Година | Филми и Сериали                             | Серии  | Копродукции | Роля                                           |
| ------ | ------------------------------------------- | ------ | ----------- | ---------------------------------------------- |
| 2008   | Преследвачът (тв)                           |        |             | хорист пенсионер                               |
| 2007   | Вълшебните приказки на щурчето              |        |             | (в „Кривото пате“)                             |
| 2004   | Филип (тв)                                  |        |             | Бонев                                          |
| 2000   | Ad libitum 4. Вариации на граф дьо Бурбулон |        |             | Грьоно                                         |
| 1998   | Двама мъже извън града (тв)                 |        |             |                                                |
| 1993   | Бандитска приказка (тв)                     |        |             | отецът                                         |
| 1990   | Немирната птица любов                       |        |             | тъстът                                         |
| 1989   | Разводи, разводи...                         | 6 нов. |             | другият баща (в V новела: „А сега към морето“) |
| 1989   | Меги                                        |        |             | Аньо, бащата на Меги                           |
| 1987   | Каменната гора (тв)                         |        |             | директорът на библиотеката                     |
| 1987   | Нощна тарифа                                |        |             | саксофонистът                                  |
| 1985   | Грехът на Малтица                           |        |             | даскал Данчов                                  |
| 1985   | Борис I                                     | 2      |             | Ангеларий                                      |
| 1984   | Трите златни лъвчета (тв)                   |        |             | златарят                                       |
| 1984   | За госпожицата и нейната мъжка компания     |        |             | следователят                                   |
| 1984   | Последната възможност                       |        |             | д-р Ангелов                                    |
| 1984   | Последният езичник                          |        |             | Ангеларий                                      |
| 1983   | Мярка за неотклонение                       |        |             |                                                |
| 1982   | Признавам всичко                            | 3      |             |                                                |
| 1982   | Тайната на дяволското оръжие                |        |             | евреинът златар                                |
| 1981   | Ударът                                      |        |             | Вранчев                                        |
| 1980   | Приятели за вечеря                          |        |             | инж. Христо Радоев -Хицата                     |
| 1980   | Спилитим и Рашо                             | 20     |             | (в 2 серии: I и VIII)                          |
| 1980   | Приключенията на Авакум Захов               | 6      |             |                                                |
| 1980   | Баш майсторът фермер                        |        |             | Цане                                           |
| 1975   | Чичовци                                     | 4      |             | г-н Фратю                                      |
| 1975   | Чичовци                                     | 2      |             | г-н Фратю                                      |
| 1975   | При никого                                  |        |             | Димитър, колега на Нели                        |
| 1974   | Иван Кондарев                               | 2      |             | Балуков, секретар на Христакиев                |
| 1972   | Сърце човешко                               |        |             | д-р Мишо Антонов                               |
| 1967   | Привързаният балон                          |        |             |                                                |
| 1965   | Късче небе за трима                         |        |             |                                                |

## Роли в озвучаването

### Войсоувър дублаж
- „Великият диктатор“ (дублаж на БТ), 1976
- „Батман“ (дублаж на Брайт Айдиас), 1992

### Нахсинхронен дублаж
- „Историята на Исус за деца“, 2006
- „Мулан“ – Императорът, 2000
- „Пинокио“ – Джепето, 2000
- „Клуб Маус“, 2003 – 2004